# Jules Matton (cyclisme)
Pour les articles homonymes, voir Jules Matton et Matton.
Jules Matton, né le 10 octobre 1897 à Harelbeke et mort le 21 octobre 1973 à Courtrai, est un coureur cycliste belge. Professionnel de 1920 à 1932, il a remporté la Coupe Sels en 1924 et le Critérium des Aiglons en 1925. Il a participé au Tour de France 1922, qu'il a terminé à la 25e place. Son frère Léopold a également été cycliste professionnel.
Il participe aux six jours de Montréal au forum de Montréal avec Henri Lepage, en octobre 1929

## Palmarès
- 1921
  - 7e de Liège-Bastogne-Liège
- 1922
  - 4e de Liège-Bastogne-Liège
- 1923
  - 5e de Liège-Bastogne-Liège
- 1924
  - Coupe Sels
  - 2e du Championnat des Flandres
  - 3e de Liège-Bastogne-Liège
  - 3e du Critérium des Aiglons
- 1925
  - Critérium des Aiglons :
    - Classement général
    - 1re étape

  - 2e de Paris-Longwy
  - 3e de Paris-Contres
- 1926
  - 2e de Bruxelles-Paris

## Résultats sur le Tour de France
- 1922 : 25e